# Erzbistum Paris
Das Erzbistum Paris (lateinisch Archidioecesis Parisiensis, französisch Archidiocèse de Paris) ist ein Erzbistum der Römisch-katholischen Kirche in Frankreich.

## Geschichte
Paris ist seit dem 3. Jahrhundert Bischofssitz. Als erster Bischof gilt Dionysius von Paris. Das Pariser Bistumsgebiet umfasste bis ins 20. Jahrhundert hinein in etwa das Gebiet von Groß-Paris. Während des Mittelalters war es ein Suffraganbistum des Erzbistums Sens. Am 20. Oktober 1622 wurde Paris zum Erzbistum erhoben. Erster Erzbischof von Paris war Jean-François de Gondi (1622–1654). In der zweiten Hälfte des 19. Jahrhunderts, als die Bevölkerung der Stadt infolge der Industrialisierung stark wuchs, richteten die Erzbischöfe neue Pfarreien ein, deren Zahl wuchs von 41 im Jahr 1851 auf 70 im Jahr 1891.
Kardinal Jean-Marie Lustiger (1981–2005) war der erste Pariser Erzbischof jüdischer Herkunft und galt als einer der Wortführer des französischen Katholizismus. So organisierte er Protestkundgebungen gegen die vom sozialistischen Bildungsminister Alain Savary geplante Schulreform, die die Existenz der (in der Regel katholischen) Privatschulen gefährdet hätte, und engagierte sich für die Aussöhnung zwischen Juden und Christen.

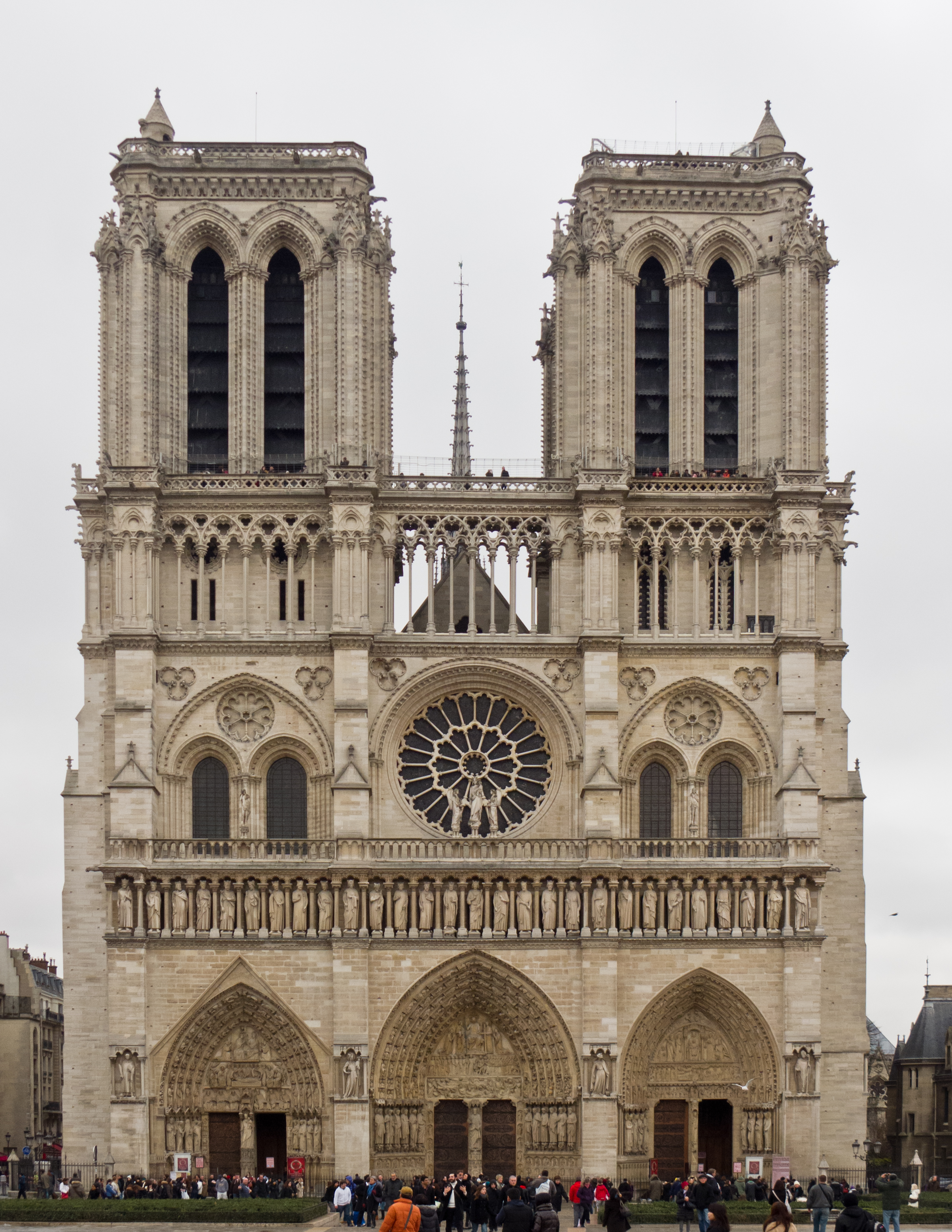
Die Kathedrale Notre Dame de Paris (Februar 2012)

Gliederung der Kirchenprovinz Paris bis zum Konkordat von 1801:
- Erzbistum Paris

1. Bistum Blois
2. Bistum Chartres
3. Bistum Meaux
4. Bistum Orléans

Gliederung der Kirchenprovinz bis 1966:
- Erzbistum Paris

1. Bistum Blois
2. Bistum Chartres
3. Bistum Meaux
4. Bistum Orléans
5. Bistum Versailles

Gliederung der Kirchenprovinz seit 1966:
- Erzbistum Paris

1. Bistum Créteil
2. Bistum Évry-Corbeil-Essonnes
3. Bistum Meaux
4. Bistum Nanterre
5. Bistum Pontoise
6. Bistum Saint-Denis
7. Bistum Versailles